# Ebnet (Bodolz)
Ebnet (mundartlich: Ebnət) ist ein Gemeindeteil der Gemeinde Bodolz im bayerisch-schwäbischen Landkreis Lindau (Bodensee). 

## Geografie
Das Pfarrdorf liegt circa zwei Kilometer südlich des Hauptsorts Bodolz. Nördlich des Orts liegt Enzisweiler, im Süden und Osten grenzt unmittelbar der Lindauer Stadtteil Bad Schachen.

## Geschichte
Die historischen Belege lassen sich schwer von gleichnamigen Flurnamen in der nahen Umgebung unterscheiden. Erstmals wurde Ebnet im Jahr 1428 urkundlich als Ebnit erwähnt. Der Ortsname stammt vom althochdeutschen ebanöti für Ebene ab. Im Jahr 1626 wurde ein Haus, im Jahr 1818 zwei Wohngebäude und im Jahr 1900 ein Wohngebäude im Ort gezählt. 1950 erscheint der Ort erstmals mit drei Wohngebäuden im Ortsverzeichnis. Im Jahr 1971 wurde die Pfarrkirche St. Johannes der Täufer erbaut.

## Verkehr
Im ÖPNV ist Ebnet durch den Stadtbus Lindau erschlossen.